# S.O.S. (maträtt)
För andra betydelser, se SOS (olika betydelser).

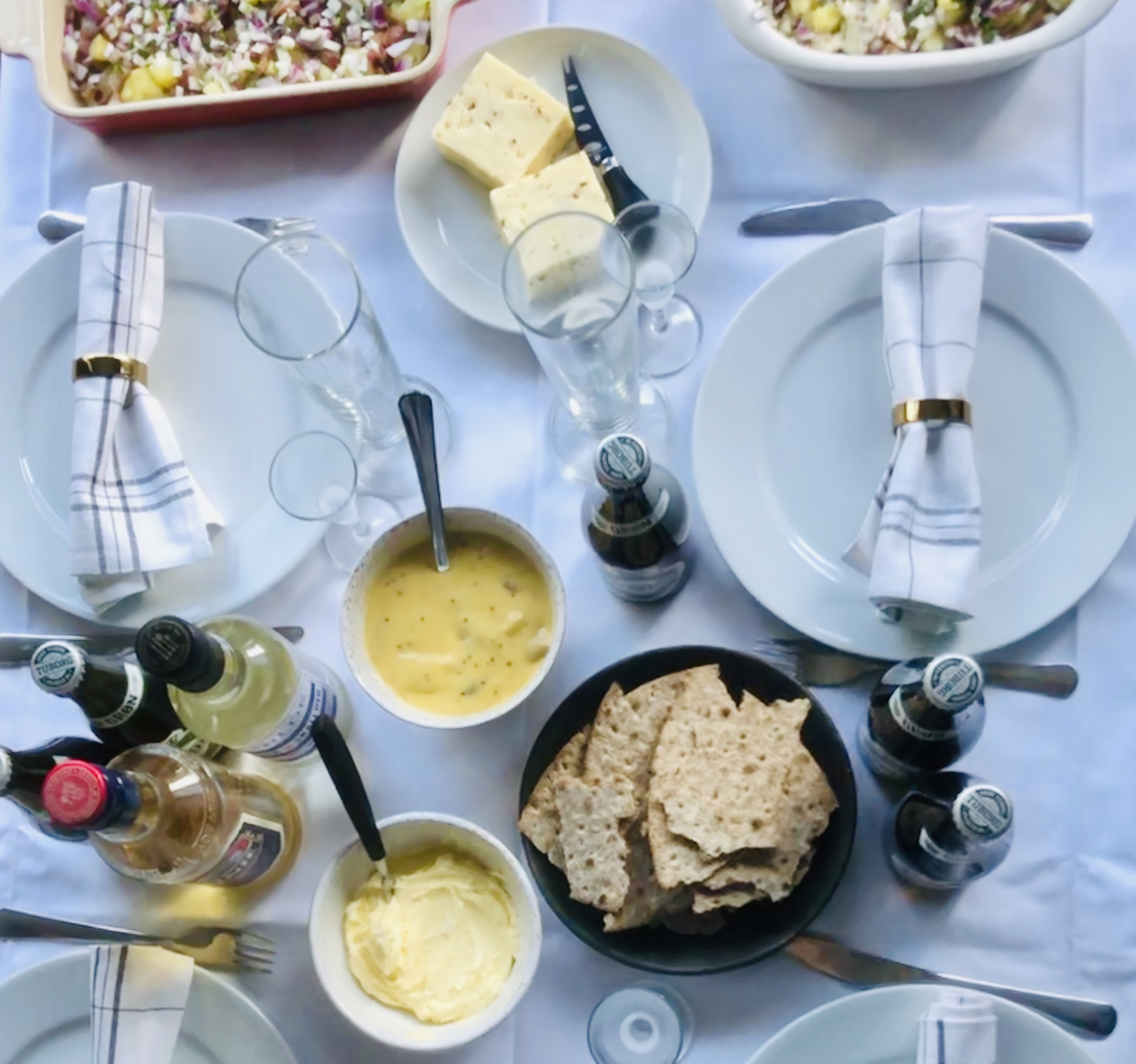
Smör, ost och sill (S.O.S.).

S.O.S. är en traditionell svensk förrätt som huvudsakligen består av smör, ost och sill. Den kan ses som en enklare variant av det ursprungliga brännvinsbordet. 
Oftast dricks öl och snaps till rätten.